# فرانسيسكو ألبانيز
فرانسيسكو ألبانيز (بالإيطالية: Francesco Albanese)‏ هو مغني أوبرا إيطالي، ولد في 13 أغسطس 1912 في توري دل غريكو في إيطاليا، وتوفي في 11 يونيو 2005 في روما في إيطاليا.

## وصلات خارجية
- فرانسيسكو ألبانيز على موقع ميوزك برينز (الإنجليزية)
- فرانسيسكو ألبانيز على موقع أول ميوزيك (الإنجليزية)
- فرانسيسكو ألبانيز على موقع ديسكوغز (الإنجليزية)